# Adoretus falciungulatus
Adoretus falciungulatus är en skalbaggsart som beskrevs av Shuhei Nomura 1965. Adoretus falciungulatus ingår i släktet Adoretus och familjen Rutelidae. Inga underarter finns listade i Catalogue of Life.